# 8e Europese Filmprijzen
De 8e uitreiking van de Europese Filmprijzen, waarbij prijzen werden uitgereikt in verschillende categorieën voor Europese films, vond plaats op 12 november 1995 in de Duitse hoofdstad Berlijn.

## Nominaties en winnaars

#### Beste film
- Land and Freedom - Ken Loach
  - Les Rendez-vous de Paris - Éric Rohmer
  - To Vlemma tou Odyssea - Theo Angelopoulos

#### Beste film - jonge filmmakers
- La Haine - Mathieu Kassovitz
  - Butterfly Kiss - Michael Winterbottom
  - Der Totmacher - Romuald Karmakar

#### Beste acteur
- geen uitreiking

#### Beste actrice
- geen uitreiking

#### Prijs van de filmkritiek
- To Vlemma tou Odyssea - Theo Angelopoulos

#### Beste documentairemaker
- Jens Meurer

#### Life Achievement Award
- Marcel Carné